# Boulengerula fischeri
Boulengerula fischeri es una especie de anfibios gimnofiones de la familia Caeciliidae.
Es endémica de Ruanda.
Su hábitat natural incluye montanos secos.